# Latdior FC
Der Latdior Football Club ist ein Fußballverein aus Bakau, im westafrikanischen Staat Gambia. Der Verein spielte in der höchsten Liga im gambischen Fußball. Bis 1995 trat der Verein unter dem Namen S.K. Jaiteh Football Club auf, der auf seinen damaligen Sponsor Salifu Karamo Jaiteh zurückgeht.
Der Verein stieg 2001 in die GFA League First Division auf, konnte die Saison 2001/2002 nur mit dem letzten Platz abschließen. Weitere größere Erfolge blieben bislang aus.